# 富士宮市立北山中学校
富士宮市立北山中学校（ふじのみやしりつ きたやまちゅうがっこう）は、静岡県富士宮市にある公立中学校。北山３区・北山４区の避難所に指定されている。
略称は「北山」

## 概要
- 海抜330 ｍ
- 本校が位置する北山・山宮地区は、富士山の広大な南斜面に位置し、北は富士山頂へと続き、南は海抜250メートルから始まる地域である。学区内には名刹・本門寺があり、北には富士山、南には遠く駿河湾を望むことができる[2]。
- かつては稲作や林業を中心とした農村地帯であったが、近年、中央自動車道や東名高速道路に通じる道路が整備され、交通の利便性が向上。これに伴い、近代化の影響を受け、生活様式や保護者の職業などに変化が見られる。

## 通学区域
- 北山1区、北山2区、北山3区、北山4区（※1町内1班を除く）
- 山宮1区（※2町内5班を除く）
- 山宮2区（※1町内4班および佐久間送電線以南を除く）
- 山宮3区
- 山宮4区（※佐久間送電線以南を除く）[3]

## 部活動
- 野球部（男女）
- ソフトテニス部（男女）
- バスケットボール部（男女）
- ソフトボール部（女）
- バレーボール部（女）
- 北友太鼓部（男女）
- 文化部（男女）
- 総合部（男女）※学校外の組織（クラブチームや団体等）で活動する者のみ入部可能[4]。
- 強化部（陸上競技、駅伝、相撲）

## 進学元小学校
- 富士宮市立北山小学校
- 富士宮市立山宮小学校

## アクセス
- 西富士道路 小泉ICより車で16分
- バス停:中村入口（富士宮市）より約934m 徒歩で約12分